# Стабілізуючий добір
Стабілізу́ючий (стабілізаційний) до́бі́р — форма природного добору, що забезпечує переважне виживання і розповсюдження в природі особин з нормальними (середніми) ознаками. Теорію стабілізуючого добору розробив український вчений І. І. Шмальгаузен (1941–1946). Стабілізуючий добір, нарівні з іншими формами добору природного, є важливим фактором еволюції органічного світу.

## Механізм дії та наслідки

Схематичне зображення дії стабілізуючого добору на норму реакції популяції — відбувається її звуження

Стабілізуючий добір підтримує норму реакції популяції або виду, що раніше склалася, захищає і стабілізує їхній нормальний тип розвитку. При стабілізуючому доборі організми, ознаки яких близькі до середнього значення для даної популяції, мають більшу пристосованість до умов середовища, ніж особини з крайнім виявленням ознаки. Тому в ході стабілізуючого добору елімінуються всі крайні варіанти, що виникають внаслідок мутацій, рекомбінацій тощо. Стабілізуючий добір звужує межі мінливості; є консервативним фактором, який захищає усереднену частину популяції від будь-якої пошкоджуючої дії й зберігає її стабільність протягом тривалого часу (за незмінних умов середовища), забезпечуючи тим самим стійкість (стабільність) живої природи. Стабілізуючий добір підтримує поліморфну структуру популяції або виду. Однак слід пам'ятати, що незважаючи на відносну стабільність фенотипу під дією стабілізуючого добору, генофонд виду продовжує змінюватися за рахунок накопичення мутацій, фенотипів, прояв яких взаємно нейтралізується, а також шляхом накопичення в гетерозиготному стані рецесивних мутацій.

## Різновиди
Стабілізуючий добір поділяється на 3 різновиди, які запропоновані К. Уоддінгтоном та Т. Добжанським:
- Каналізуючий — веде до виживання і розмноження організмів з більш стійкими механізмами онтогенезу незалежно від випадкових коливань зовнішнього середовища і дезінтегруючої дії мутацій.
- Нормалізуючий (підтримуючий) — відсіває відхилення від норми і зберігає типових представників без впливу на їхню еволюцію.
- Балансований (урівноважуючий) — полягає у виживанні внутрівидових форм не рівноцінних між собою за пристосованістю, але існуючих на одній території завдяки корисній дії їх спільного існування для виду в цілому. Цей добір підтримує поліморфізм популяції, внаслідок його користі в різних умовах.

## Приклади дії
Прикладами дії стабілізуючого добору є такі види організмів, як латимерія, гатерія та інші тварини, які зберегли незмінними ознаки далеких предків, що жили десятки мільйонів років тому.
- Розміри і форма квіток у ентомофільних рослин (див.: Ентомофілія) більш стабільні, ніж у анемофільних (див.: Анемофілія).
- Після снігопаду і сильних вітрів у Північній Америці було знайдено 136 оглушених і напівживих хатніх горобців: 72 вижили, а 64 загинули. У загиблих були дуже довгі або дуже короткі крила. Особини з середніми крилами виявилися витривалішими.